# Charnois
Charnois est une commune française située dans le département des Ardennes, en région Grand Est.

## Géographie
| Rancennes | Rancennes    | Fromelennes           |
| Chooz     | Charnois     | Fromelennes           |
| Chooz     | Landrichamps | Beauraing ( Belgique) |

Il y a plusieurs lieux-dits sur le territoire de la commune:
- la Malavisée avec son moulin sur la Houille,
- le Monty,
- le Vivier,
- Pichegru, etc.

### Hydrographie
La commune est dans le bassin versant de la Meuse au sein du bassin Rhin-Meuse. Elle est drainée par la Houille et le ruisseau de Chaumont,.
L'Houille, d'une longueur de 16 km, prend sa source dans la commune de Hargnies et se jette  dans la Meuse à Givet, après avoir traversé six communes.

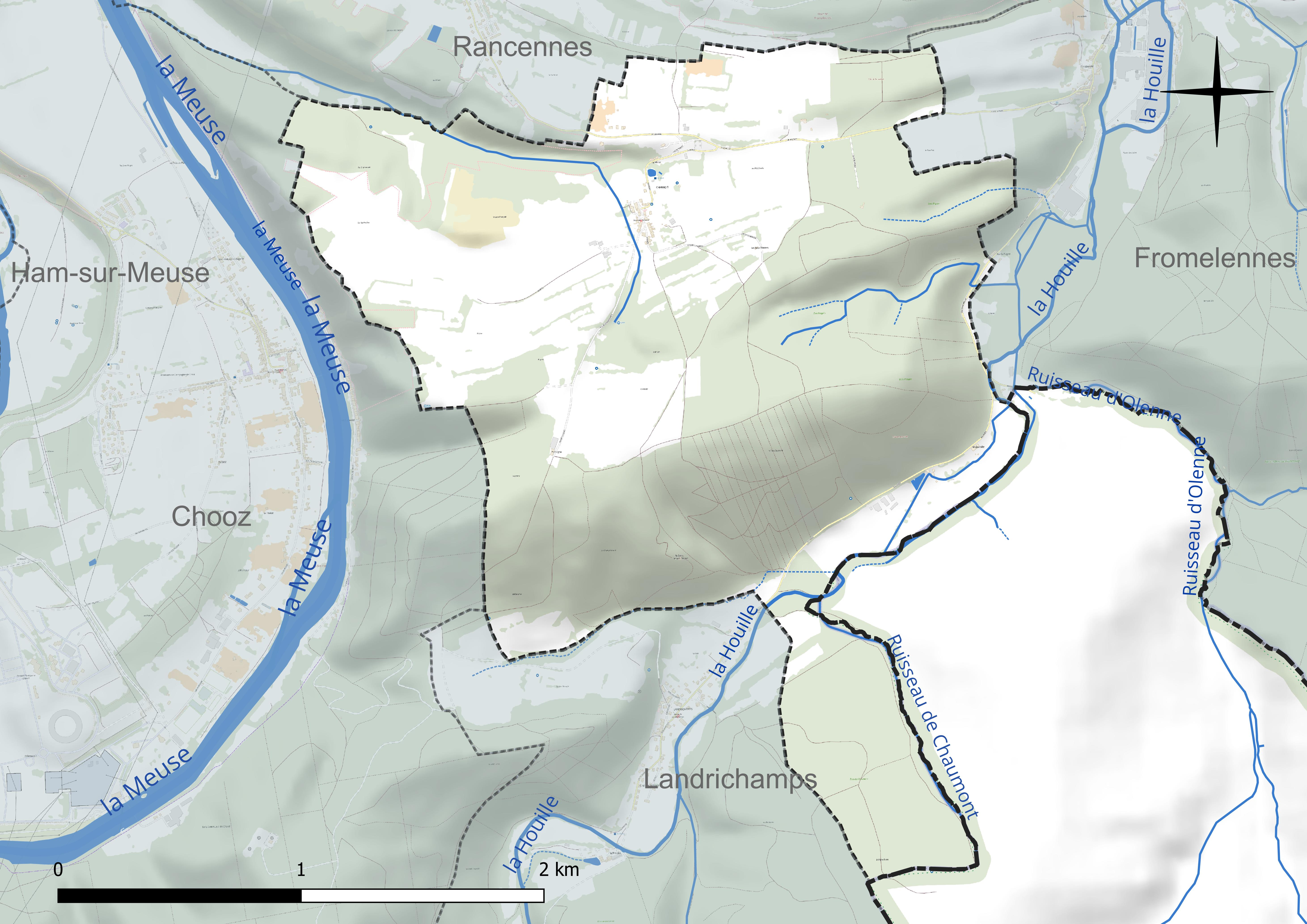
Réseau hydrographique de Charnois.

### Climat
Pour des articles plus généraux, voir Climat du Grand Est et Climat des Ardennes.
En 2010, le climat de la commune est de type climat de montagne, selon une étude du Centre national de la recherche scientifique s'appuyant sur une série de données couvrant la période 1971-2000. En 2020, Météo-France publie une typologie des climats de la France métropolitaine dans laquelle la commune est exposée à un climat océanique altéré et est dans la région climatique Lorraine, plateau de Langres, Morvan, caractérisée par un hiver rude (1,5 °C), des vents modérés et des brouillards fréquents en automne et hiver.
Pour la période 1971-2000, la température annuelle moyenne est de 9,7 °C, avec une amplitude thermique annuelle de 15,7 °C. Le cumul annuel moyen de précipitations est de 1 063 mm, avec 14,9 jours de précipitations en janvier et 10,1 jours en juillet. Pour la période 1991-2020, la température moyenne annuelle observée sur la station météorologique de Météo-France la plus proche, « Rocroi », sur la commune de Rocroi à 30 km à vol d'oiseau, est de 9,5 °C et le cumul annuel moyen de précipitations est de 1 210,4 mm. 
La température maximale relevée sur cette station est de 37,6 °C, atteinte le 25 juillet 2019 ; la température minimale est de −14,7 °C, atteinte le 4 février 2012,,.
Les paramètres climatiques de la commune ont été estimés pour le milieu du siècle (2041-2070) selon différents scénarios d'émission de gaz à effet de serre à partir des nouvelles projections climatiques de référence DRIAS-2020. Ils sont consultables sur un site dédié publié par Météo-France en novembre 2022.

## Urbanisme

### Typologie
Au 1er janvier 2024, Charnois est catégorisée commune rurale à habitat dispersé, selon la nouvelle grille communale de densité à 7 niveaux définie par l'Insee en 2022.
Elle est située hors unité urbaine. Par ailleurs la commune fait partie de l'aire d'attraction de Givet, dont elle est une commune de la couronne,. Cette aire, qui regroupe 11 communes, est catégorisée dans les aires de moins de 50 000 habitants,.

### Occupation des sols
L'occupation des sols de la commune, telle qu'elle ressort de la base de données européenne d’occupation biophysique des sols Corine Land Cover (CLC), est marquée par l'importance des forêts et milieux semi-naturels (55,8 % en 2018), une proportion sensiblement équivalente à celle de 1990 (55,6 %). La répartition détaillée en 2018 est la suivante : 
forêts (55,8 %), prairies (38 %), zones agricoles hétérogènes (3,5 %), terres arables (2,6 %). L'évolution de l’occupation des sols de la commune et de ses infrastructures peut être observée sur les différentes représentations cartographiques du territoire : la carte de Cassini (XVIIIe siècle), la carte d'état-major (1820-1866) et les cartes ou photos aériennes de l'IGN pour la période actuelle (1950 à aujourd'hui).

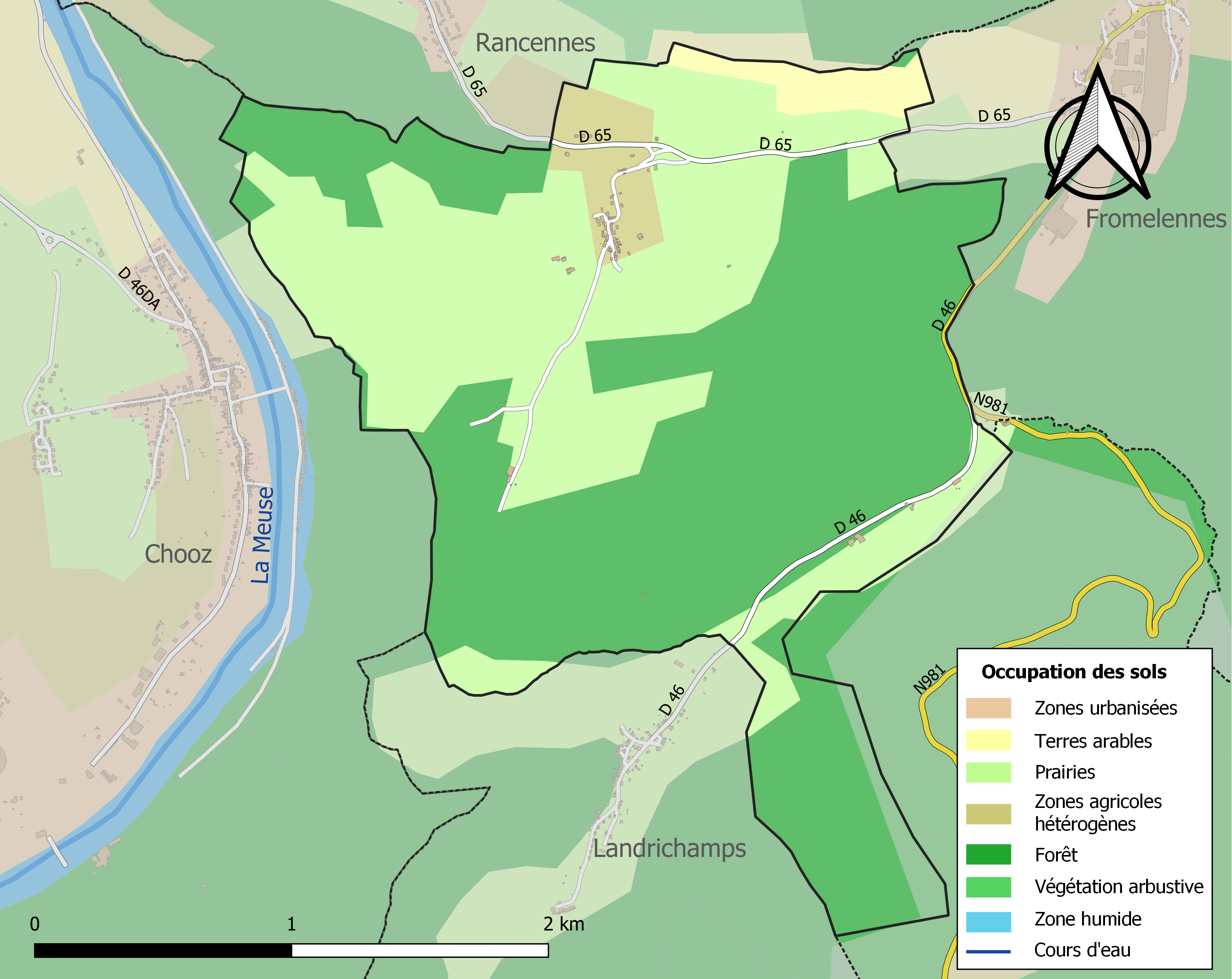
Carte des infrastructures et de l'occupation des sols de la commune en 2018 (CLC).

## Toponymie
Le toponyme Charnois est issu du gaulois cassanos, signifiant chêne, mais aussi Carnetum, Charnoir, le Charnois, le Charmois ou Charnoy dont l'abbé Bosc donne la signification Carnetum nommerait un lieu planté de charmes.

## Histoire
Le village appartenait à la Maison des comtes de Chiny et de la seigneurie d'Agimont. Vers 1070 le comte Arnould II donnait le village et une partie du péage du pont de Givet et Linay à l'abbaye de Saint-Hubert. Dépendant des évêques de Liège, il ne fut rattaché à la France qu'en 1801 pour le spirituel mais n'a jamais été une paroisse en titre, il possédait un oratoire sous la protection de Quirin. Le village était inclus dans le traité de Ryswick de 1697 qui le rattachait à la couronne de Louis XIV. Il dépend alors de la haute-cour royale et de la prévôté de Givet.

## Politique et administration
| Période                                  | Période   | Identité         | Étiquette | Qualité     |
| ---------------------------------------- | --------- | ---------------- | --------- | ----------- |
|                                          | 1876      | Pire             |           |             |
| 1877                                     |           | Robin            |           |             |
| avant 1988                               | mars 2008 | Patrice Marongui | DVD       |             |
| mars 2008                                | mai 2020  | Erick Hiver      |           |             |
| mai 2020                                 | En cours  | Hervé Francotte  |           | Agriculteur |
| Les données manquantes sont à compléter. |           |                  |           |             |

Charnois a adhéré à la charte du parc naturel régional des Ardennes, à sa création en décembre 2011.

## Démographie
L'évolution du nombre d'habitants est connue à travers les recensements de la population effectués dans la commune depuis 1793. Pour les communes de moins de 10 000 habitants, une enquête de recensement portant sur toute la population est réalisée tous les cinq ans, les populations de référence des années intermédiaires étant quant à elles estimées par interpolation ou extrapolation. Pour la commune, le premier recensement exhaustif entrant dans le cadre du nouveau dispositif a été réalisé en 2005.

En 2022, la commune comptait 72 habitants, en évolution de −5,26 % par rapport à 2016 (Ardennes : −2,97 %, France hors Mayotte : +2,11 %).
| 1793 | 1800 | 1806 | 1821 | 1831 | 1836 | 1841 | 1846 | 1851 |
| ---- | ---- | ---- | ---- | ---- | ---- | ---- | ---- | ---- |
| 79   | 94   | 109  | 113  | 128  | 126  | 131  | 136  | 137  |

| 1866 | 1872 | 1876 | 1881 | 1886 | 1891 | 1896 | 1901 | 1906 |
| ---- | ---- | ---- | ---- | ---- | ---- | ---- | ---- | ---- |
| 129  | 124  | 117  | 136  | 149  | 131  | 133  | 137  | 123  |

| 1911 | 1921 | 1926 | 1931 | 1936 | 1946 | 1954 | 1962 | 1968 |
| ---- | ---- | ---- | ---- | ---- | ---- | ---- | ---- | ---- |
| 120  | 94   | 103  | 83   | 97   | 102  | 106  | 92   | 76   |

| 1975 | 1982 | 1990 | 1999 | 2005 | 2006 | 2010 | 2015 | 2020 |
| ---- | ---- | ---- | ---- | ---- | ---- | ---- | ---- | ---- |
| 77   | 79   | 98   | 89   | 85   | 79   | 86   | 75   | 71   |

| 2022 | - | - | - | - | - | - | - | - |
| ---- | - | - | - | - | - | - | - | - |
| 72   | - | - | - | - | - | - | - | - |

## Culture locale et patrimoine

### Lieux et monuments
- Église Saint-Remi de Charnois, datant du XVIe siècle, refait en 1750.
- Monument aux morts, une plaque au cimetière sur une tombe collective, commémorant Joseph Pire (1914) et Lucien Pire (1940). Une autre tombe de guerre est celle de Léon Braibant (1917).
- Petit mémorial de la résistance.
- Fontaine Saint-Quirin, datant de 1864.
- Moulin à farine de Malavisée[26].

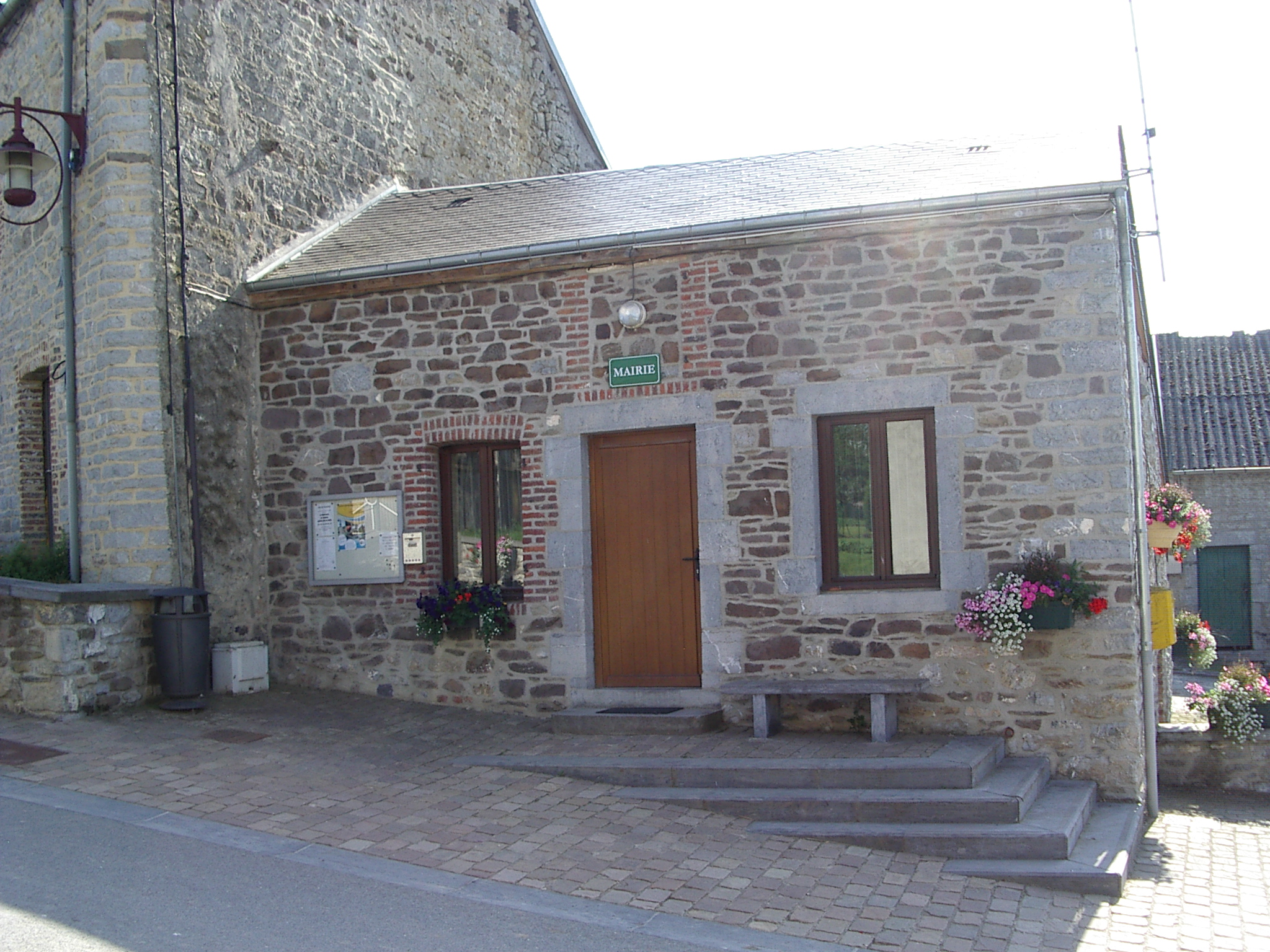
Mairie.
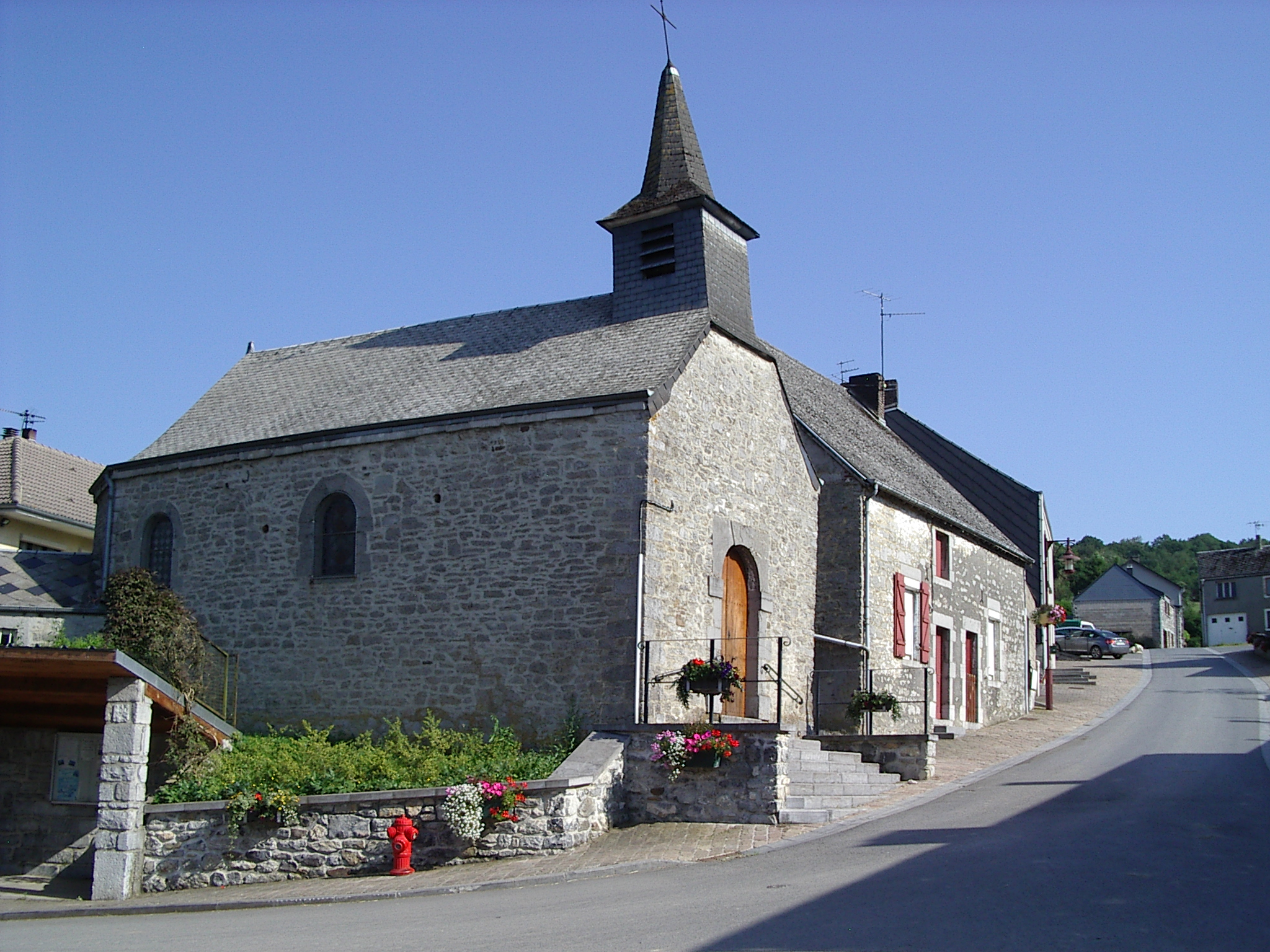
Église Saint-Remi.

### Langue locale
Charnois fait partie du domaine wallon de France. Le lexicographe Jules Waslet (wa), qui a consacré un ouvrage au dialecte givetois, considère que le wallon de Charnois est un sous-dialecte d'ayi (appelé ainsi d'après la manière d’exprimer l’adverbe d’affirmation oui). Ce sous-dialecte présente certaines analogies avec le wallon namurois. Il se rencontre aussi dans les localités proches de Chooz, Fromelennes, Givet (qui a donné son nom à ce parler), Landrichamps et Rancennes.

### Héraldique
| Blason de Charnois | Blason  | De gueules à un cerf passant d'or, au chef cousu d'azur chargé de trois fleurs de lys d'or. |
| Blason de Charnois | Détails | Le statut officiel du blason reste à déterminer.                                            |